# Andria
Andria este o comună din provincia Barletta-Andria-Trani, regiunea Apulia, Italia, cu o populație de 97.146 locuitori (1 ianuarie 2023) și o suprafață de 402,89 km².

## Demografie
Andria - evoluția demografică

|  | Graficele sunt indisponibile din cauza unor probleme tehnice. Mai multe informații se găsesc la Phabricator și la wiki-ul MediaWiki. |

Date: Recensăminte sau birourile de statistică - grafică realizată de Wikipedia

## Monumente
- Castel del Monte, monument din sec. al XIII-lea, înscris în lista UNESCO a patrimoniului mondial